# Premio Joan Crexells
Il premio Joan Crexells di narrativa, è un premio letterario assegnato dall'Ateneo Barcelonés alla miglior opera di narrativa in lingua catalana pubblicata nell'anno precedente.
Il premio è intitolato al filosofo, pedagogo ed economista Joan Crexells i Vallhonrat, intellettuale socio dell'associazione morto prematuramente a soli 30 anni.
Il premio, senza corrispettivo in denaro, consiste in una scultura di Apel·les Fenosa rappresentante la dea Atena.

## Vincitori

### Prima tappa
- 1928 Non assegnato
- 1929 Joan Puig i Ferreter, per El cercle màgic
- 1930 Miquel Llor, per Laura a la ciutat dels sants
- 1931 Prudenci Bertrana, per L'hereu
- 1932 Josep Maria de Sagarra, per Vida privada
- 1933 Carles Soldevila, per Valentina
- 1934 Maria Teresa Vernet, per Les algues roges
- 1935 Ernest Martínez i Ferrando, per Una dona s'atura al camí
- 1936 Francesc Trabal, per Vals
- 1937 Mercè Rodoreda, per Aloma
- 1938 Noel Clarasó, per Francis de Cer

### Seconda tappa
- 1982 Joan Perucho, per Les aventures del cavaller Kosmas
- 1983 Pere Gimferrer, per Fortuny
- 1984 Pau Faner, per Fins al cel
- 1985 María Barbal, per Pedra de tartera
- 1986 Pere Calders, per Gaeli i l'home de Déu
- 1987 Baltasar Percel, per Les primaveres i les tardors
- 1988 Jesús Moncada, per Camí de sirga
- 1989 Miquel de Palol, per El jardí dels set crepuscles
- 1990 Miquel Àngel Riera, per Illa Flaubert
- 1991 Jaume Cabré, per Senyoria
- 1992 Robert Saladrigas, per El sol de la tarda
- 1993 Víctor Mora, per La dona dels ulls de pluja
- 1994 Carme Riera, per Dins el darrer blau
- 1995 Maria Mercè Marçal, per La passió segons Renée Vivien
- 1996 Joan Francesc Mira, per Borja Papa
- 1997 Jesús Moncada, per Estremida memòria
- 1998 Martí Domínguez, per Les confidències del comte de Buffon
- 1999 David Castillo i Buïls, per El cel de l'infern
- 2000 Baltasar Percel, per El cor del senglar
- 2001 Joan Agut, per El mestre de Taüll
- 2002 Ferran Torrent, per Societat limitada
- 2003 Emili Teixidor, per Pa negre
- 2004 Joan-Lluís Lluís, per El dia de l'ós
- 2005 Joan-Daniel Bezsonoff, per Les amnèsies de Déu
- 2006 Miquel Maria Gibert, per La victòria de la creu
- 2007 Edgar Cantero, per Dormir amb Winona Ryder
- 2008 Joan Francesc Mira, per El professor d'història
- 2009 Vicenç Pagès, per Els jugadors de Whist
- 2010 Antoni Vives, per El somni de Farringdon Road
- 2011 Jaume Cabré, per Jo confesso
- 2013 Pep Coll, per Dos taüts negres i dos de blancs
- 2014 Manuel Baixauli, per La cinquena planta
- 2015 Joan Benesiu, per Gegants de gel
- 2016 Joan Buades Beltran, per Crui
- 2017 Non assegnato
- 2018 Melcior Comes, per Sobre la terra impura
- 2019 Toni Sala, per Persecució
- 2020 Àlvar Valls, per Entre l'infern i la glòria[1]
- 2021 Joan-Lluís Lluís, per Junil a les terres dels bàrbars[2]
- 2022 Mar Bosch Oliveras, per L'edat dels vius[3]
- 2023 Mònica Batet, per Una història és una pedra llançada al riu[4]